# Theodoli (famiglia)
I Theodoli sono una famiglia nobile italiana originaria di Forlì che si stabilì a Roma nel XVI secolo.

## Storia
Il capostipite della famiglia fu Federico Theodoli, che prese parte alla prima crociata.
Originari della città di Forlì si stabilirono a Roma nel XVI secolo quando, nel 1570, Girolamo Theodoli acquistò le signorie di San Vito Romano, Pisoniano e Ciciliano.
Mario Theodoli fu ordinato cardinale e vescovo di Imola da papa Urbano VIII.
Nel 1746, papa Benedetto XIV li inserisce fra i patrizi coscritti.
Augusto Theodoli fu ordinato cardinale da papa Leone XIII.

## Cardinali
- Alberto Theodoli (XII secolo)
- Gregorio Theodoli (XIII secolo)
- Mario Theodoli (1601-1650)
- Augusto Theodoli (1819-1892)

## Marchesi di San Vito Romano e Pisoniano
- Girolamo (viv. 1570)
- Francesco (1590-1637), marchese di San Vito Romano e Pisoniano
- Theodolo Carlo (1632-1697), marchese di San Vito Romano e Pisoniano
- Giacomo, marchese di San Vito Romano e Pisoniano
- Francesco Maria (1734-1803), marchese di San Vito Romano e Pisoniano
- Girolamo (1771-1845), marchese di San Vito Romano e Pisoniano
- Theodolo (1806-1881), marchese di San Vito Romano e Pisoniano
- Alfonso (1845-1910), marchese di San Vito Romano e Pisoniano
- Alberto (1873-1955), marchese di Sambuci
- Guglielmo (1878-1922) marchese di San Vito Romano e Pisoniano
- Alfonso (1921), Attuale marchese di San Vito Romano e Pisoniano